# Ken Chu
Ken Chu Xiao Tian (cinese: 朱孝天; pinyin: Zhū Xiàotiān; Taiwan, 15 gennaio 1979) è un cantante e attore taiwanese.
Ha seguito la sua istruzione a Singapore. Famoso anche come compositore mandopop, è membro della popolare boy band taiwanese F4, oltre ad aver recitato in vari drama.
Ken parla fluentemente cinese, inglese e cantonese.
Prima di entrare nel mondo dello spettacolo, Ken lavorava come cameriere in un piccolo ristorante a Taiwan. In quei giorni fu scoperto da Cai Zhi Ping, in creatore degli F4. Ha iniziato a lavorare nello showbiz come assistente part time di alcuni artisti, poi ha iniziato a recitare in varie serie televisive di successo. Grazie a queste, è salito alla ribalta. Ha recitato nel famoso drama Meteor Garden e nel suo seguito Meteor Garden II, che gli procurarono gli ingaggi per due film, Sky of Love (2003) e Tokyo Trial (2006). Nel gennaio del 2005, ha pubblicato un attesissimo album solista, intitolato On Ken's Time. Inoltre, ha pubblicato un libro di cucina dal titolo Mei Wei Guan Xi (Delicious Relations), il 5 gennaio 2006. Il libro è stato pubblicato il 4 luglio in Cina, e il 25 novembre in Giappone. Al momento Ken si sta concentrato principalmente sulla carriera di attore.
Il 24 e 25 febbraio 2007, ha tenuto il primo concerto solista in Giappone, chiamato 2007 [I-KEN] 1st Concert alla Tokyo International Forum Hall A, a tema acustico.
Nel dicembre del 2007, Ken ha recitato insieme a Iza Calzado nel film di produzione filippina "Batanes: Sa Dulo ng Walang Hanggan", della Ignite Media Films e diretto da Adolf Alix.

## Conquista

### Film
- Pubblicato (5 dicembre 2007 nelle Filippine)
  - Batanes: Sa Dulo ng Walang Hanggan (Batanes: At The Edge of Eternity) - nel ruolo di Kao Tan; Filippine 5 dicembre 2007
- Pubblicato
  - Dongjing Shenpan (The Tokyo Trial) - nel ruolo di Xiao Nan; Cina 2006; Corea 2007
- Pubblicato
  - Oi duen liu sin (Sky of Love) - nel ruolo di Wen Jia Hui; Hong Kong 2003

### Drama televisivi
- 2009
  - Momo Love - nel ruolo di Chen Qi
- 2008
  - Wish to See You Again - nel ruolo di Ding Yu Hao 丁雨豪
- 2007
  - The Legend of Chu Liu Xiang - in Cina nel ruolo di Chu Liu Xiang Chuan Qi (post-produzione; metà del 2007)
- 2004
  - City Of Sky - nel ruolo di Lu Bin Fei BS Channel, Giappone 2006; ETTV, Taiwan 2006; Singapore 2007; QTV11 Filippine 2007
- 2003
  - Love Storm - nel ruolo di Wan Bao Long CTS
- 2002
  - Meteor Garden II - nel ruolo di Xi Men CTS
  - Sunflower - nel ruolo di Xiao Long CTS
  - Hi! Working Girl - nel ruolo di sé stesso CTV
  - Come To My Place - nel ruolo di Tian Jian CTV
- 2001
  - Marmalade Boy -  nel ruolo di Yuu CTS
  - Meteor Rain - nel ruolo di Xi Men CTS
  - Yamada Tarō monogatari - nel ruolo di Ho Fu CTS
  - Meteor Garden - nel ruolo di Xi Men CTS
- 2000
  - Ma La Xian Shi (Happy Campus) - nel ruolo di Jia Bao CTS
  - Tsang Love Story
  - Lueng Love Story

### Album
- Getting Real + Collection Album - 2009
- On Ken's Time - 2005
- Colonne sonore
  - Love Storm - Inside of My Guitar 2003
- Con gli F4
  - Waiting For You (Zai Zhe Li Deng Ni) - 2007
  - F4's 360 Degrees - 2006
  - Can't Help Falling in Love - 2002
  - Fantasy 4ever - 2002
  - Meteor Rain - 2001

### Libri
- Mei Wei Guan Xi (Delicious Relations) - libro di ricette

pubblicato: 
5 gennaio 2006 - Taiwan 
4 luglio 2006 - Cina 
25 novembre 2006 - Giappone
- Con gli F4
  - F4@Tokyo - 2005 libro fotografico
  - Comic Man - The First Anniversary of F4 - 2002 libro fotografico
  - Meteor In Barcelona  - 2002 libro fotografico
  - F4 Music Party - 2001 libro fotografico

### Spot pubblicitari
- Qingdao Beer - 2002 Taiwan
- Acer Mobile Phones - 2000 Taiwan
- Con gli F4
  - Pepsi - 2002~2005 Taiwan, Hong Kong, Cina
  - Yamaha - 2003 Sudest asiatico
  - S&K - 2002-2006 Taiwan, Hong Kong, Cina
  - Asgard On-line Game - 2003 Taiwan
  - Mingle Sneakers - 2002 Hong Kong
  - Lenovo computer - 2002 Cina
  - Lupiao Shampoo - 2002 Cina
  - Chinesegamer On-line Game - 2001 Taiwan
  - Siemens 2118 - 2001 Taiwan

### Concerti
- 2008 KEN CHU CONCERT 2009 ~Freedom~ 21-22 marzo 2009 Tokyo, Giappone / 24 marzo 2009 Osaka, Giappone
- 2008 [I-KEN] 2nd Solo Concert 8-9 marzo 2008 Tokyo, Giappone
- 2007 [I-KEN] 1st Solo Concert 24-25 febbraio 2007 Tokyo, Giappone
- F4 Forever 4 - 22-25 marzo 2006 Hong Kong
- On Ken's Time Mini Concert - 2005 Hong Kong
- F4 Bangkok Fantasy - 2004 Thailandia
- F4 Happy New Year 2004 - 2003 Filippine
- The Event (con Vanness e le ASOS) - 2003 Filippine
- Fantasy F4ever Live Concert World Tour - 2002~2003 Taiwan, Hong Kong, Malaysia, Indonesia, Singapore, Cina, Stati Uniti
- F4 Music Party - 2001 Taiwan